# Perametsa (Vastseliina)
Perametsa – wieś w Estonii, w prowincji Võru, w gminie Vastseliina.